# Danimarca ai Giochi della XX Olimpiade
La Danimarca partecipò ai Giochi della XX Olimpiade che si sono svolti a Monaco di Baviera dal 26 agosto all'11 settembre 1972, con una delegazione di 126 atleti impegnati in 17 discipline per un totale di 74 competizioni.  Il portabandiera fu il ciclista Peder Pedersen, alla sua terza Olimpiade, vincitore di una medaglia  d'oro a Città del Messico 1968. Il bottino della squadra fu di una medaglia d'oro conquistata ancora nel ciclismo, questa volta da Niels Fredborg.

## Medaglie
| Medaglia | Nome           | Sport    | Evento      |
| -------- | -------------- | -------- | ----------- |
| Oro      | Niels Fredborg | Ciclismo | Km da fermo |